# Język so’a
Język so’a – język austronezyjski używany w indonezyjskiej prowincji Małe Wyspy Sundajskie Wschodnie, w centralnej części wyspy Flores, w kabupatenie Ngada. Według danych z 1994 roku mówi nim 10 tys. osób.
Został zaliczony do języków centralnego Flores. Posługuje się nim ludność pomiędzy terytoriami języków ngadha i riung. Z doniesień wynika, że jest bliski językowi ngadha. A. Elias (2018) uważa, że chodzi wręcz o jeden z dialektów ngadha.